# Otto von Bismarck (CDU)
Otto Christian Archibald Fürst (kníže) von Bismarck (25. září 1897 Schönhausen – 24. prosince 1975 Friedrichsruh) byl německý politik (DNVP, později CDU) a diplomat.

## Životopis
Bismarck byl synem Herberta von Bismarcka a vnukem bývalého kancléře Otto von Bismarcka. Po maturitě (1915) studoval práva v Berlíně a Kielu, kde absolvoval taktéž své referendářské období. Jeho vzdělávání bylo přerušeno v letech 1917–1918 v důsledku služby v armádě. V letech 1921–1923 byl správcem dědičného dvoru ve Fridrichsruhu a taktéž vlastníkem Schönhausenu. V roce 1927 vstoupil do státních služeb. Službu vykonával v Stockholmu (do roku 1928) a v Londýně. Poté následovala v letech 1937–1940 pozice vedoucího politického oddělení úřadu pro styk s cizinou. V roce 1935 se stal členem organizace Anglo-German Fellowship (Anglo-německý spolek). Do roku 1943 působil na německém velvyslanectví v Římě, poté byl poslán do dočasné výslužby. Poté opět začal obhospodařovat rodinné sídlo ve Fridrichsruhu.

## Politické zařazení
V dobách Výmarské republiky příslušel k DNVP. V srpnu roku 1933 se přidal k NSDAP. V roce 1952 vedl rozhovory s Fridrichem Middelhauvem o možností vstupu do FDP, při kterých mu byla nabídnuta i možnost kandidatury do Bundestagu. Nakonec se rozhodl k členství v CDU.

## Poslanec
Od května 1924 do roku 1928 byl poslancem Reichstagu. Poslancem Bundestagu byl v letech 1953 až 1965. Zde byl činný v zahraničním výboru, ve výboru pro celoněmeckou a berlínskou problematiku a ve výboru pro atomovou problematiku. V parlamentu zastupoval volební obvod Lauenberg.
Jeho vnuk Carl-Eduard je poslancem Bundestagu za CDU.[kdy?]
Von Bismarck byl taktéž členem parlamentního shromáždění rady Evropy. Zde působil v letech 1959–1960 a 1961–1966 jako viceprezident.
Od roku 1957 do roku 1961 byl předsedajícím německé parlamentní společnosti.